# Le Christ et la Pécheresse
Pour les articles homonymes, voir La Pécheresse.
Le Christ et la Pécheresse (Qui est sans péché ?) (en russe : Христос и грешница, Кто без греха?) est un tableau de grand format du peintre russe Vassili Polenov (1844-1927), daté de l'année 1888. Il se trouve au Musée Russe à Saint-Pétersbourg (à l'inventaire sous no Ж-4204). Ses dimensions sont de 325 × 611. Le sujet du tableau est la péricope adulterae, la femme adultère de l'Évangile selon Jean, 7,53-8,11,,.
Le tableau est imaginé par le peintre à la fin des années 1860, les premières esquisses apparaissent au début des années 1870. Jusqu'à la réalisation d'une version complète de la toile, il faudra encore attendre environ 15 ans. Pendant la période de réalisation, Polenov a voyagé au Proche-Orient (en 1881-1882) et en Italie (en 1883-1884),.
Le 25 février 1887, à Saint-Pétersbourg, lors de la 15e exposition des Ambulants, la toile est présentée au public,. Lors de l'exposition, Alexandre III en fait l'acquisition. La toile est installée au Palais d'hiver et rejoint la collection du Musée Russe en 1897.
D'un côté, Le Christ et la pécheresse apparaît comme un essai réaliste de représentation de l'image du Christ et du récit de l'évangile. D'un autre côté, les critiques admettent l'influence sur le peintre de l'académisme tardif, mais considèrent que, parmi les tentatives de faire renaître des tableaux de grande dimension de peinture historique, la toile de Polenov semble être la plus significative et la plus sérieuse.

## Histoire

### Idée et réalisation du tableau
L'idée du futur tableau Le Christ et la Pécheresse a commencé à se préciser dans l'esprit de Polenov en 1868, sous l'influence du tableau d'Alexandre Ivanov L'Apparition du Christ au peuple. Polenov décide alors de créer une image du Christ, non pas tourné vers l'avenir, mais au contraire déjà arrivé dans le monde et ayant déjà accompli du chemin parmi les hommes. Le traitement de ce sujet a été influencé par l'ouvrage du philosophe français Ernest Renan, La Vie de Jésus, dans lequel l'accent est mis sur la nature humaine du Christ. Le travail sur le tableau débute. Dans la peinture russe, il existait déjà des tableaux réputés sur des thèmes évangéliques comme La dernière Cène de Nikolaï Gay et Le Christ dans le désert d'Ivan Kramskoï.

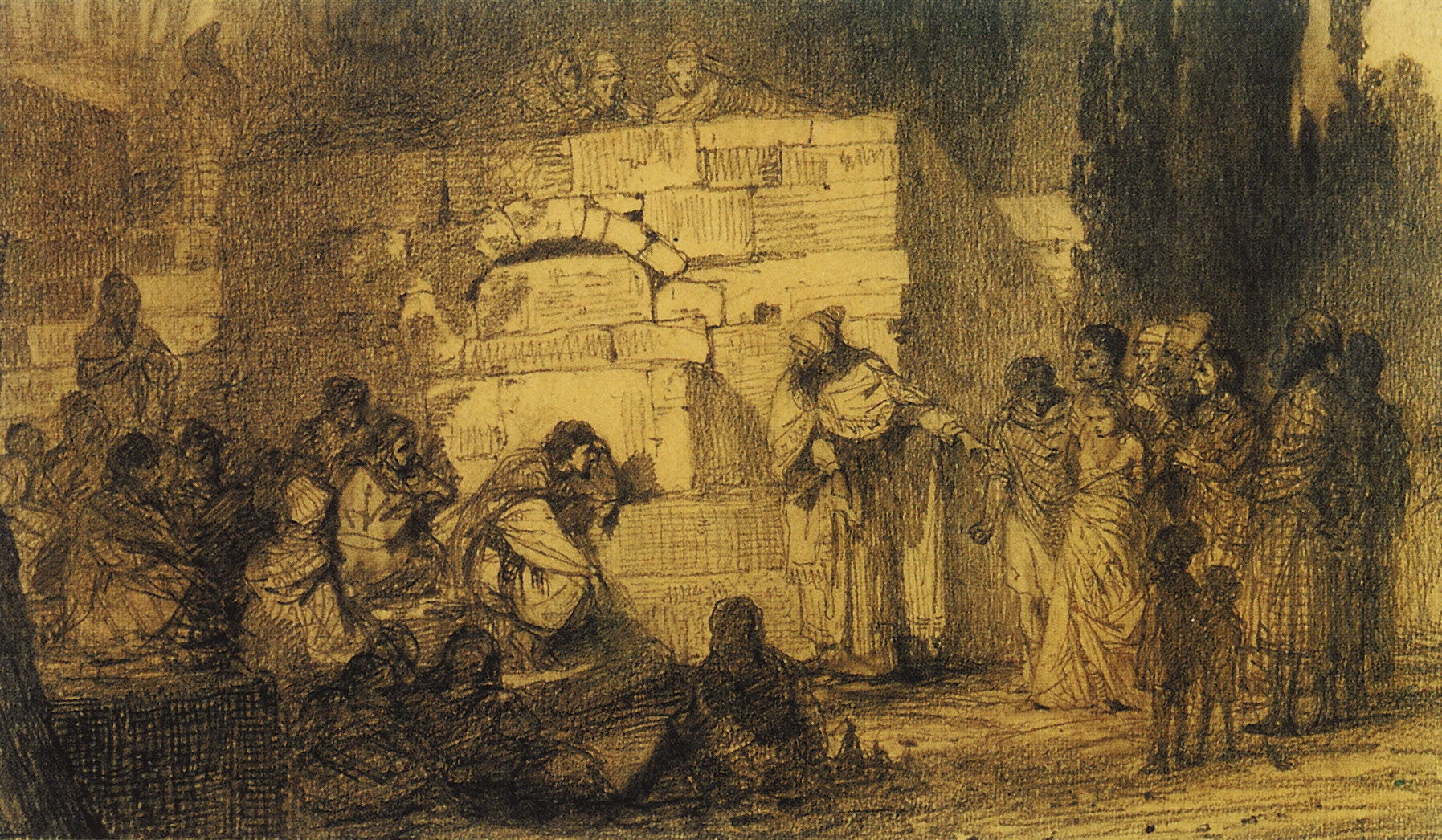
Le Christ et la Pécheresse (esquisse, 1873, papier, crayon, Musée Russe)

Les premières esquisses et études du futur tableau Le Christ et la Pécheresse sont réalisées dans les années 1870. Parmi celles-ci, on peut relever celle de 1873, qui correspond à la première conception de la toile, et celle de 1876, plus proche de la composition finale. Puis le peintre ralentit le travail sur ce tableau, mais en 1881, sa sœur Véra Dmitrivna Polenova (qui était jumelle de Vassili Polenov) décède (son nom d'épouse étant Khrouchtchev), et avant de mourir lui fait promettre de reprendre le travail sur ce tableau et surtout de lui conserver son grand format. Polenov remplit sa promesse à l'égard de sa sœur et retourne à la peinture historique malgré le fait qu'il réussissait avec succès dans la peinture de paysage,,.
En 1881-1882, Vassili Polenov entreprend un voyage au Moyen-Orient, qui est lié à son travail sur Le Christ et la Pécheresse. Il visite Constantinople, Alexandrie, Le Caire, Assouan, parcourt la Palestine et la Grèce, . Il a comme compagnon de voyage le linguiste et archéologue Semyon Semyonovich Abamelik-Lazarev (en) et le critique d'art Adrian Prakhov. Ce voyage permet à Polenov de rassembler une foule d'impressions liées à la nature et à l'architecture de la Palestine et aussi à la physionomie et aux habitudes de vie des habitants. Cela lui permettra plus tard d'atteindre un degré élevé de réalisme dans ses représentations des scènes des évangiles. Toutefois, on ne peut pas dire que ce soient les résultats de son voyage qui ont poussé le peintre sur la voie du réalisme pour son tableau Le Christ et la Pécheresse, parce que durant son voyage il n'a pratiquement pas réalisé d'esquisses et d'études.

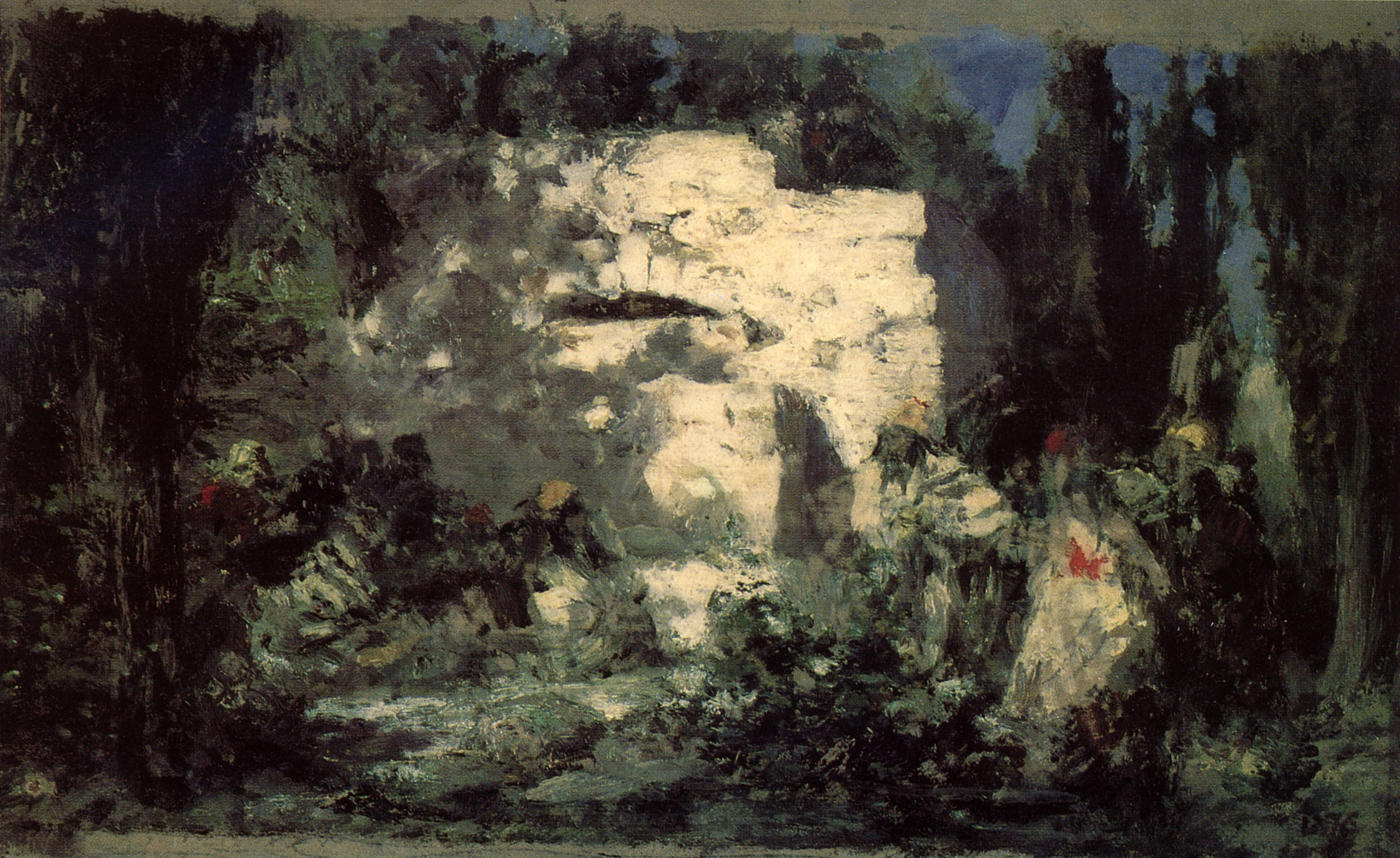
Le Christ et la Pécheresse (esquisse, 1876, Galerie Tretiakov)

Au printemps 1883, à une époque où il est déjà professeur à l'École de peinture, de sculpture et d'architecture de Moscou, Polenov se remet au travail sur sa grande toile. Mais bientôt, il apparaît que le matériel rassemblé durant son voyage au Moyen-Orient ne suffirait pas à la tâche qu'il s'était fixée. Il disposait de dessins de paysages, d'études architecturales, mais il ne disposait pas de suffisamment de représentations de la physionomie de personnages. Pour combler cette lacune, Polenov prend une année de congé à l'école de peinture, et avec son épouse Natalia Vassilevna, part à la fin du mois d'octobre 1883 pour Rome, en passant par Vienne, Venise et Florence. Une fois à Rome, il se remet à l'ouvrage sur son tableau. Il prépare des esquisses et se crée des essais de physionomies de Juifs italiens. Son épouse décrit ainsi la période romaine de son mari dans une lettre à sa sœur Elena Polenova : « Il travaille vraiment beaucoup, pourvu que cela lui réussisse ; il me semble que c'est trop, c'est terrible ». Elle explique que chaque jour Polenov dessine une ou deux têtes d'après nature et, poursuit-elle, elle serait plus tranquille si ces études étaient deux fois moindres ou plus axées sur une composition complète. En avril 1884, toujours à Rome, Polenov rend visite au mécène Savva Mamontov, qu'il connaissait fort bien pour avoir fait sa connaissance au Cercle d'Abramtsevo. Selon Natalia Vassilevna, Savva Mamontov se pencha avec gentillesse sur son travail et choisit les esquisses les plus authentiques, les plus prometteuses, ce qui donna une nouvelle impulsion à Polenov.
En mai 1884, Polenov quitte l'Italie pour revenir en Russie. L'été 1885, il travaille dans la propriété Menchovo à Podolsk et y réalise une esquisse grandeur nature du Christ et la Pécheresse en préparant la toile au fusain. La version définitive de la toile est réalisée en 1886-1887 dans le cabinet de travail de Savva Mamontov, dans sa maison de la rue Sadovaïa-Spasskaïa à Moscou. Parmi ceux avec lesquels il discuta de sa toile, en dehors de ses proches et de Mamontov, on trouve les peintres Constantin Korovine et Victor Vasnetsov, mais aussi le physiologue Piotr Spiro,.

### 15eexposition des Ambulants
On supposait que le tableau Le Christ et la Pécheresse serait présenté à la 15e exposition des Ambulants, qui ouvrait ses portes à Saint-Pétersbourg le 27 février 1887,. Polenov se rend à Saint-Pétersbourg un peu avant, vers la mi-février, et après quelques jours son tableau arrive sur place. Lorsqu'il commence à l'installer dans la salle d'exposition, il s'avère qu'un autre tableau de grande dimension dont le sujet est historique sera exposé également, La Boyarine Morozova, réalisé par Vassili Sourikov,.

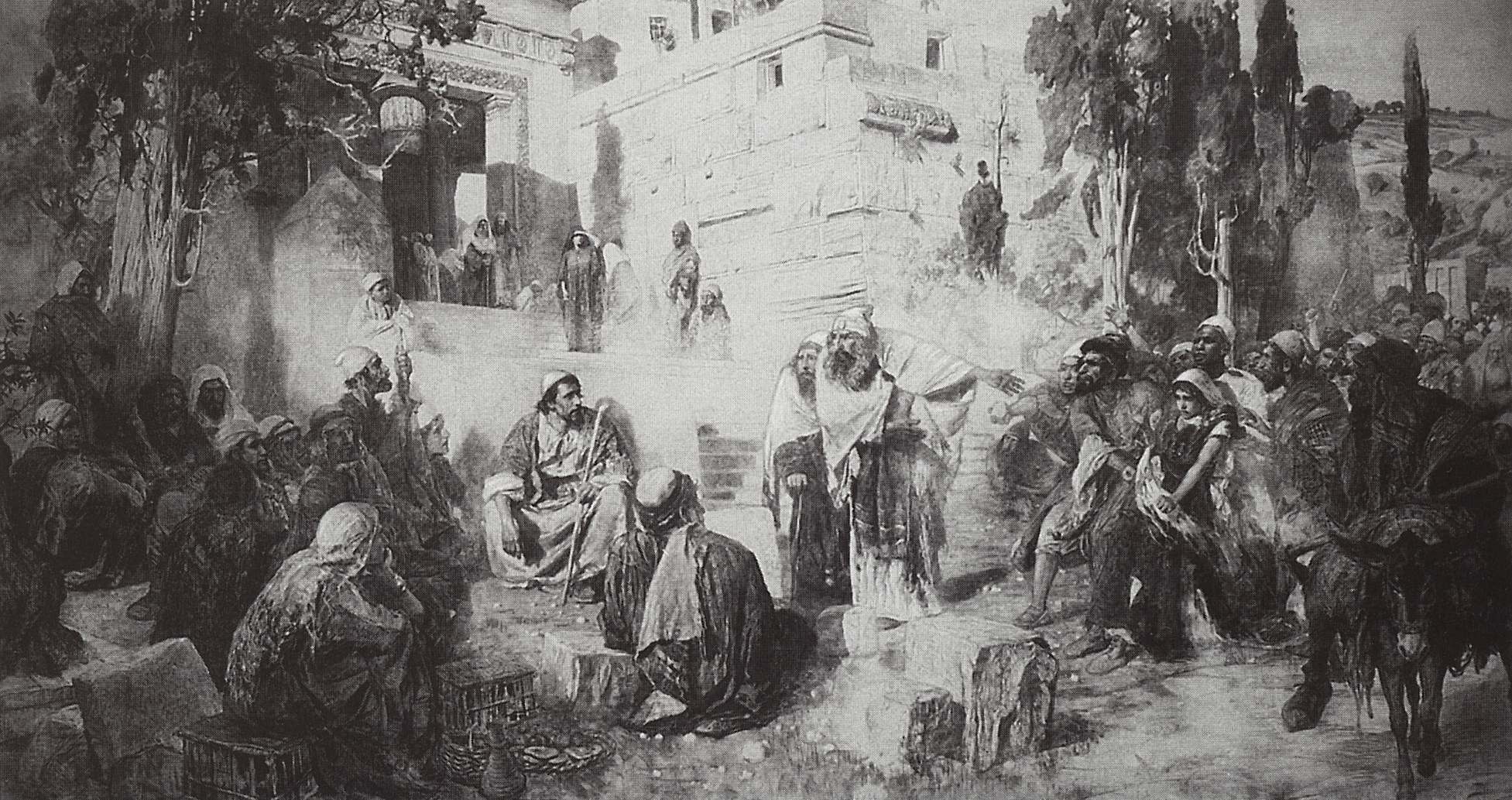
Le Christ et la pécheresse' (esquisse, 1885, huile, charbon, de Vassili Polenov)

Quelques jours avant l'ouverture de l'exposition, le censeur Nikolaï Nikitine vient examiner les toiles. C'est d'après la table des rangs un conseiller d'état effectif, employé à l'inspection des ateliers de typographie, de lithographie à Saint-Pétersbourg. Nikitine ne donne pas l'autorisation d'exposer la toile de Polenov et transmet son rapport au gouverneur de Saint-Pétersbourg Piotr Gresser. Il envoie un fonctionnaire spécial pour autoriser l'exposition du tableau jusqu'à ce que celui-ci puisse être vu par les membres de la famille impériale, dont le président de l'Académie russe des Beaux-Arts, le grand-duc Vladimir Alexandrovitch de Russie, et l'empereur Alexandre III .
Peu de temps après, Vladimir Alexandrovitch visite l'exposition. Il examine attentivement la tableau de Polenov (qui n'est pas présent lors de la visite) et se plaint de ce qu'il est mal éclairé, et que « pour des gens cultivés le tableau est intéressant par son caractère historique, mais pour la foule c'est dangereux et cela peut créer des polémiques ». Toujours est-il que la toile est restée exposée jusqu'à la visite de l'empereur.

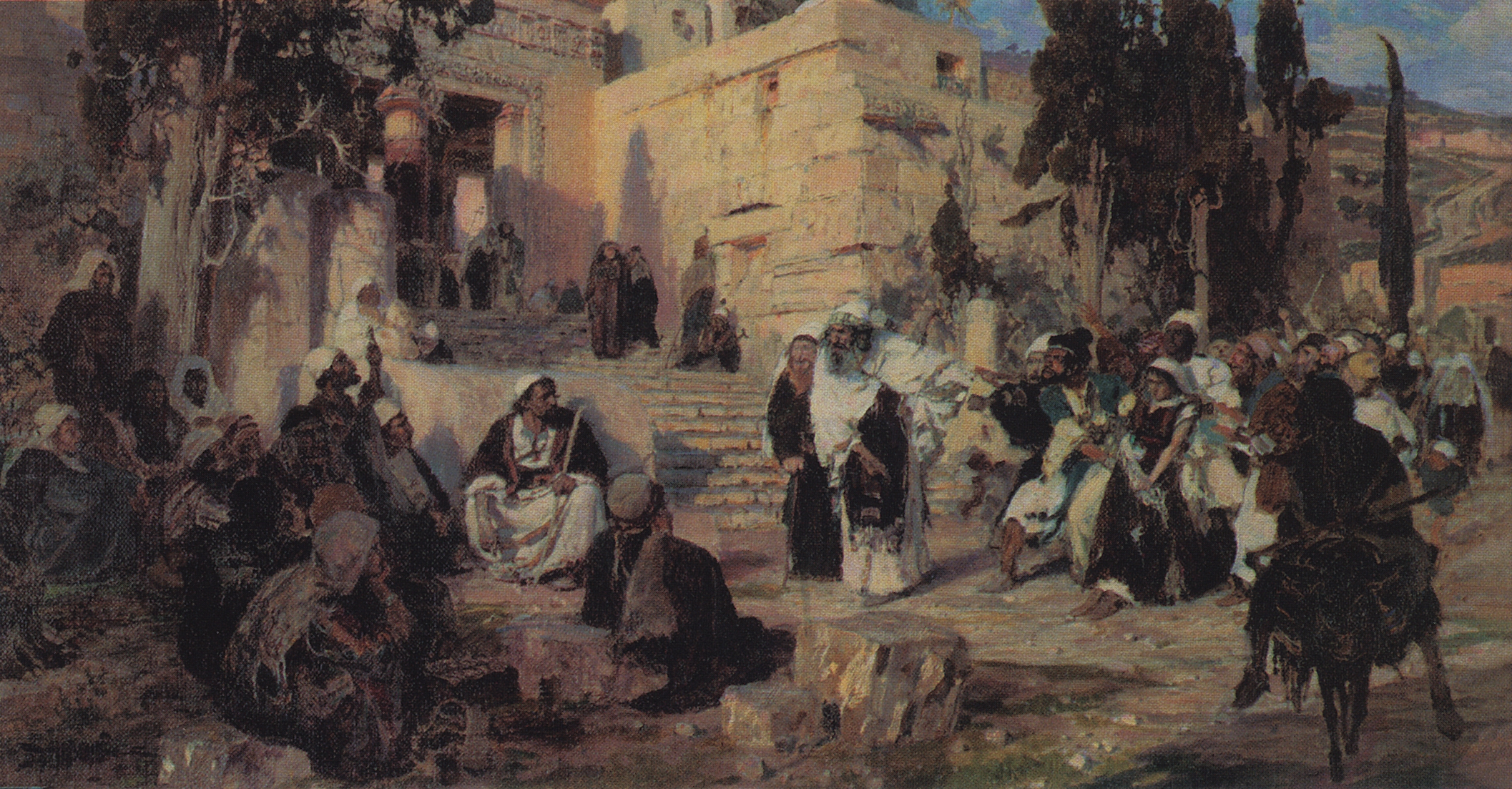
Le Christ et la Pécheresse (esquisse, 1885, Galerie Tretiakov)

Le matin du jour prévu pour la visite de l'empereur Alexandre III, le vice-procureur Constantin Pobiedonostsev vient examiner l'exposition, accompagné du maire de la ville, Piotr Gresser. Il ne regarde même par les autres tableaux et se précipite vers Le Christ et la Pécheresse. Après avoir qualifié le tableau de sérieux et intéressant, Pobedonostsev n'en interdit pas moins l'impression du catalogue. À deux heures de l'après-midi arrive Vladimir Alexandrovitch, et vingt minutes plus tard c'est l'empereur Alexandre III lui-même accompagné de son épouse Maria Féodorovna ainsi que du grand-duc Georges Aleksandrovitch de Russie et Constantin Pobiedonostsev. Alexandre III est séduit par l'exposition et il fait l'acquisition de quelques tableaux. Il finit par arriver devant la toile de Polenov, il l'examine longuement et discute avec le peintre. Il exprime son admiration pour l'expression de la tête du Christ, en ajoutant que si de loin il semble un peu vieux, de près il est vraiment merveilleux. Puis l'empereur parcourt l'exposition et Polenov reste près de sa toile. L'empereur s'approche bientôt de lui et lui demande si le tableau est déjà vendu ou s'il peut être acheté. Ce à quoi Polenov répond qu'il peut être acheté. Vladimir Alexandrovitch informe alors Polenov que l'empereur souhaiterait acheter la toile. Quelques minutes plus tard, l'empereur Alexandre III revient dans la salle où le tableau est exposé, repose les mêmes questions pour savoir si personne n'a acquis le tableau et lui annonce qu'il le réserve. Dès qu'il est établi que l'empereur acquiert le tableau, l'attitude vis-à-vis de celui-ci se modifie complètement. Il n'est plus question de le refuser à l'exposition, on le déplace à un endroit mieux éclairé. Et naturellement le catalogue de l'exposition qui comprenait la toile est autorisé de paraître.
Avant l'exposition, Pavel Tretiakov offrait à Polenov la somme de 20 000 roubles pour le tableau si l'empereur ne l'achetait pas et à 24 000 roubles si l'empereur voulait l'acheter. L'empereur Alexandre III a payé la toile 30 000 roubles, ce qui est plus que ce que Tretiakov proposait. Mais ce n'était pas le seul gain du peintre. Le fait que le tableau ait été acheté par l'empereur et que légalement il ait pu être exposé à l'exposition, puis au musée était aussi une victoire. Si elle avait été interdite par la censure, Tretiakov n'aurait même pas pu la présenter dans sa galerie.

### Après la création
Après l'exposition de Saint-Pétersbourg, avec l'autorisation d'Alexandre III, le tableau Le Christ et la Pécheresse est exposé à Moscou. Avant cette exposition, Polenov a parachevé quelques détails de la toile puis l'a datée de 1888.
De nombreuses années après la création du tableau, en juillet 1925, dans une lettre adressée à Vsevolod Voinov (ru), Polenov écrivait : « Le tableau a été appelé par moi Qui d'entre vous est sans péché ?. C'était là sa signification. Mais la censure ne permit pas de reprendre ce titre dans le catalogue et je me suis résolu à prendre le titre de Le Christ et la pécheresse, comme d'autres tableaux qui existaient déjà avant le mien, mais au musée on l'appela l'épouse prodigue, ce qui contredisait tout à fait l'histoire de l'évangile qui indiquait clairement qu'il s'agissait d'une femme pécheresse. Plus tard ma toile a pu s'appeler Qui d'entre vous et sans péché ? c'est-à-dire ce que représente le tableau. »

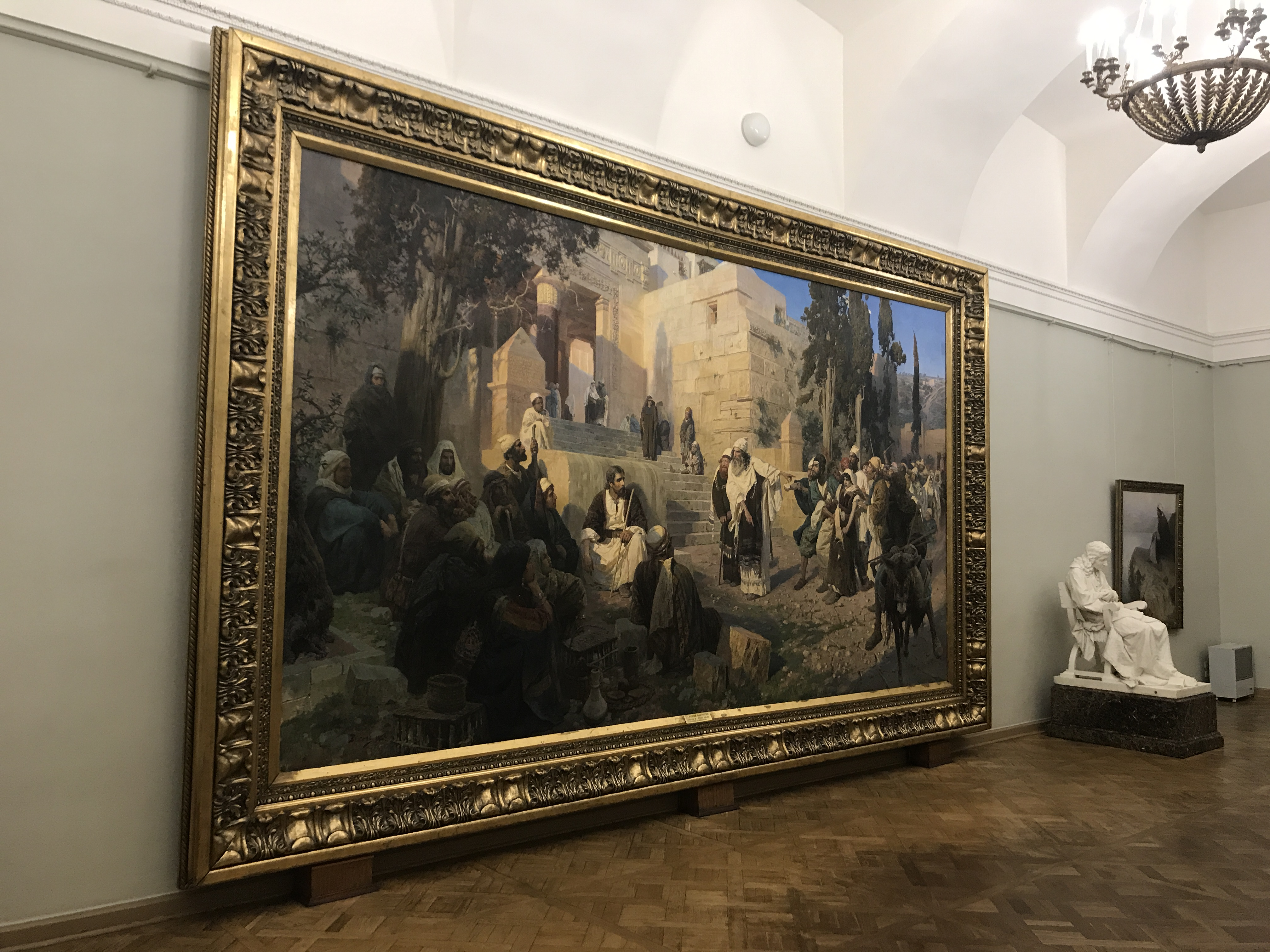
Tableau Le Christ et la Pécheresse au Musée Russe

Le produit de la vente de son tableau a permis à Polenov d'acheter un terrain sur les bords de l'Oka sur lequel il a fait construire une grande maison et où se trouve aujourd'hui la maison musée de Vassili Polenov. La toile, qui se trouvait au Palais d'hiver, a été déplacée en 1897 dans les collections du Musée Russe.
Au cours de la Seconde Guerre mondiale, une partie des toiles de la collection du Musée Russe a été évacuée à Molotov (ville dénommée Perm depuis lors). Pour des peintures de grand format, comme Le Christ et la Pécheresse, des perches en bois d'une longueur de 10 m étaient taillées, sur lesquelles les toiles étaient enroulées. Les restaurateurs de peintures ont veillé attentivement à ce que des plis ne se forment pas dans l'épaisseur de la couche de peinture qui auraient pu endommager la toile. Les grands tableaux, en ce compris Le Christ et la Pécheresse, ont été rendus au Musée russe en avril 1946. Une esquisse grandeur nature du tableau Le Christ et la Pécheresse se trouve dans la propriété de Polenovo. Elle a été évacuée en 1941 avec les autres toiles du musée dans la ville de Toula, et en 1942 elle a été rendue au musée de Polenovo.
Actuellement, le tableau Le Christ et la Pécheresse se trouve au Musée Russe dans la salle 32 du Palais Mikhaïlovski, où se trouvent également d'autres toiles de Vassili Polenov.

## Sujet et description
Le sujet de l'image est lié à la parabole de Jésus et la femme adultère, décrite dans l'Évangile selon Jean (dans les trois autres Évangiles ce récit ne figure pas),. Les Pharisiens et les Sadducéens (dans le Nouveau Testament est utilisée fréquemment l'expression les Pharisiens et les scribes) amènent au Christ une femme prise en fragrant délit d'adultère. Selon les lois de Moïse, elle devait subir la lapidation, ce qui est en contradiction avec l'enseignement humaniste que le Christ défend. Il en résulte le dilemme suivant auquel est confronté le Christ : soit violer les lois de Moïse, soit agir en contradiction avec son propre enseignement,. Voici comment cet épisode est décrit dans le huitième livre de l'évangile selon Jean :
« 1 Jésus se rendit au mont des Oliviers.
2 Mais dès le matin, il se rendit de nouveau dans le temple, et tout le peuple vint à lui. Il s'assit et les enseignait.
3 Alors les scribes et les Pharisiens amenèrent une femme surprise en adultère, la placent au milieu et 
4 disent à Jésus : Maître ! cette femme a été surprise en flagrant délit d'adultère ;
5 Moïse dans la loi nous a prescrit de lapider de telles femmes : toi donc que dis-tu ?
6 Ils disaient cela pour le mettre à l'épreuve, afin de pouvoir l'accuser. Mais Jésus se baissa et se mit à écrire avec les doigts sur la terre.
7 Comme ils persistaient à la questionner, il se redressa et leur dit : Que celui de vous qui est sans péché lui jette la première la pierre.
8 De nouveau il se baissa et se mit à écrire sur la terre.
9 Quand ils entendirent cela, accusés par leur conscience, ils se retirèrent un à un, à commencer par les plus âgés et jusqu'au derniers; et Jésus resta seul avec la femme qui était là au milieu.
10 Alors, Jésus se redressa et lui dit : Femme où sont tes accusateurs ? Personne ne t'a condamnée ?
11 Elle répondit: personne Seigneur. Et Jésus lui dit: Moi non plus je ne te condamne pas; va et désormais ne pèche plus. »
L'action se passe près de l'autel d'Hérode au Second Temple de Jérusalem, devant la descente d'un large escalier. Les rayons obliques du soleil couchant éclairent le mur du temple. Dans l'escalier, des gens déambulent sur les marches, les mendiants sont assis le long du mur dans des poses variées. Sur la base de considérations historiques d'authenticité, Polenov a délibérément choisi de placer le déroulement de l'action du tableau dans la cour extérieure du temple de Jérusalem, car les païens et les étrangers ne pouvaient pénétrer dans la cour intérieure dite cour d'Israël sous peine de mort. La foule qui amène la pécheresse est composée de gens au statut différent, mais qui peuvent arriver à la cour extérieure, adjacente aux murs du temple. Par ailleurs, en plaçant l'action à cet endroit, Polenov peut dépeindre la vue autour du temple. Il a pour cela utilisé les impressions, les esquisses et les études de son voyage au Proche-Orient, estimant que si la nature a peut-être changé, c'est très peu. Le ciel, le relief, les étendues d'eau, les rochers, les sentiers, les pierres, les arbres, les fleurs, tout cela est resté semblable. De plus, selon l'artiste lui-même, il a violé la précision photographique dans un détail du paysage : dans le coin supérieur droit de la photo est représenté le mont des Oliviers, qu'il n'est pas possible en réalité de voir de l'endroit où le peintre est censé réaliser la tableau, c'est-à-dire depuis la porte du temple de Jérusalem. En effet, ce mont des Oliviers est situé derrière le spectateur. En introduisant cette inexactitude, le peintre veut justifier la signification symbolique et l'importance du mont des Oliviers dans le contexte de la vie de Jésus. Il y a prié avant son arrestation dans le domaine de Gethsémani situé au pied du mont.
Le calme règne dans la partie gauche du tableau, où est représenté le Christ assis, entouré de ses disciples et d'autres auditeurs. De toute évidence, il discutait avec eux, quand ils sont interrompus par le bruit d'un groupe de personnes qui poussent devant eux une pécheresse. Cette foule est représentée du côté droit du tableau, ce qui équilibre la composition par rapport au groupe entourant le Christ. Le tableau découvre le moment culminant de l'épisode évangélique : une question provocante vient d'être posée au Christ, celle de savoir que faire de la pécheresse. La foule se tait en attendant la réponse du Christ et de ses disciples. Selon la critique d'art Tamara Iourova : « La toile est pleine d'images de personnages vivants et spécifiques, mais qui sont saisis par le peintre à un moment très court et sont comme figées dans leur expression ». Les personnages de Polenov « diffèrent davantage l'un de l'autre par leur apparence que par leurs émotions personnelles ».
L'image la plus expressive de la composition est celle de Jésus-Christ qui personnifie le plus haut niveau de conscience humaine, le triomphe de la raison et de l'humanité. Son chiton blanc est bien assorti à son essence intérieure que souligne encore, par contraste, la pâleur et la fatigue de son visage. Dans l'ensemble, la toile de Polenov donne une impression de fatigue et de tristesse dans les traits du Christ. On ressent aussi sa douceur, sa noblesse, sa liberté de geste et d'allure, mais aussi sa vie mentale plus complexe qui le distingue de ses disciples, plus limités dans leurs intelligence, dans leurs sentiments, dans leur attitude. En même temps, l'artiste tente d'accentuer la nature humaine du Christ, de faire en sorte que son image soit pareille à celle de ceux qui l'entourent. Selon l'écrivain Vladimir Korolenko, c'est « un homme, vraiment un homme, fort, musclé, avec la peau tannée d'un prédicateur oriental toujours sur la route ».

Portraits du Christ
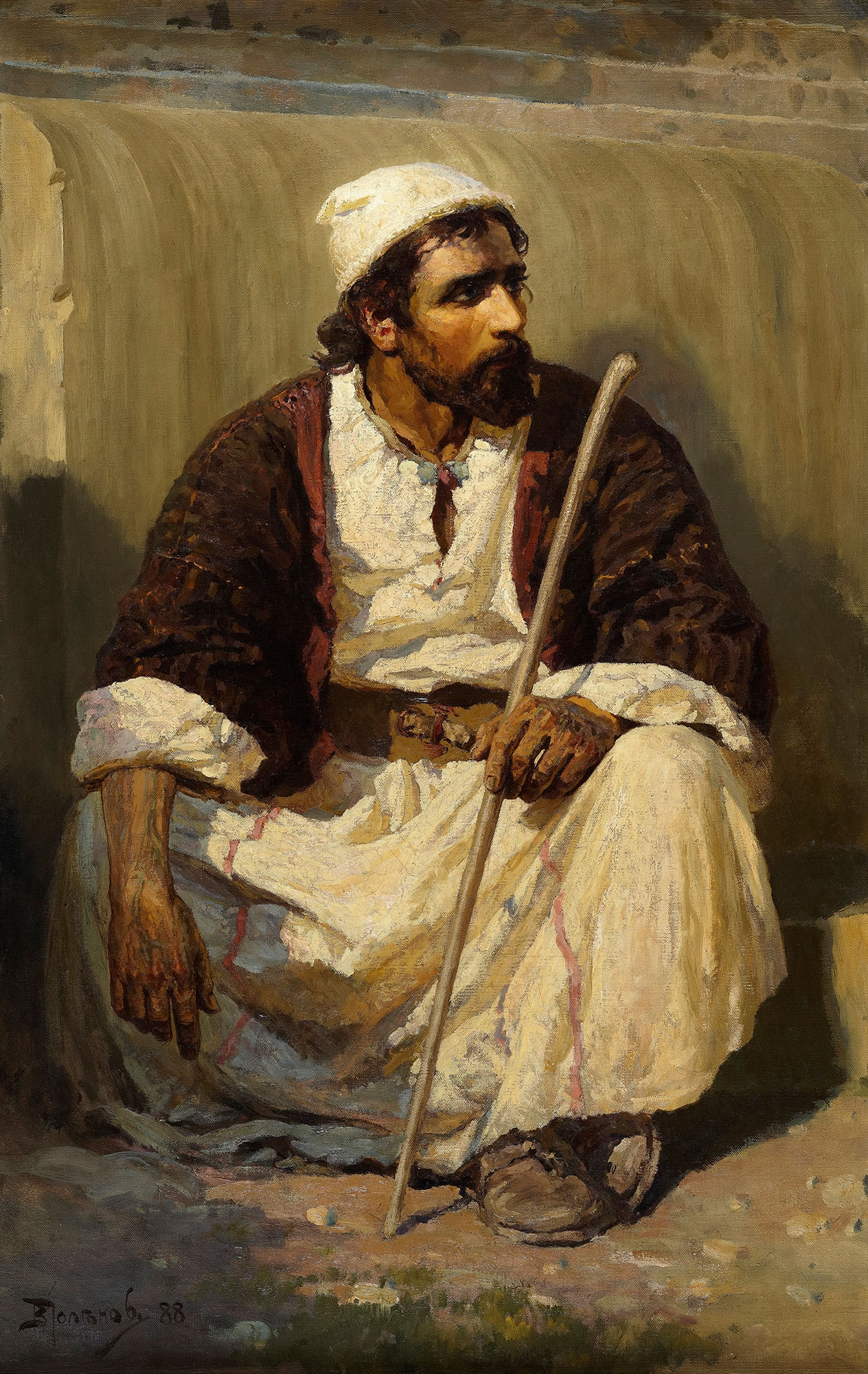
Le Christ (étude, années 1880, Musée des beaux-arts d'Iekaterinbourg
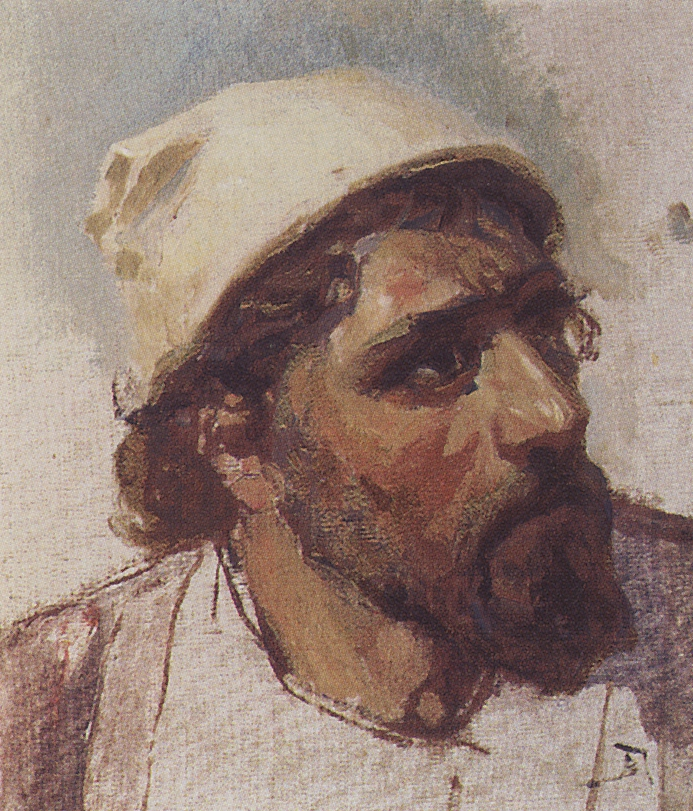
Tête de Christ (étude, vers 1887, Musée Kovalenko du kraï de Krasnodar)
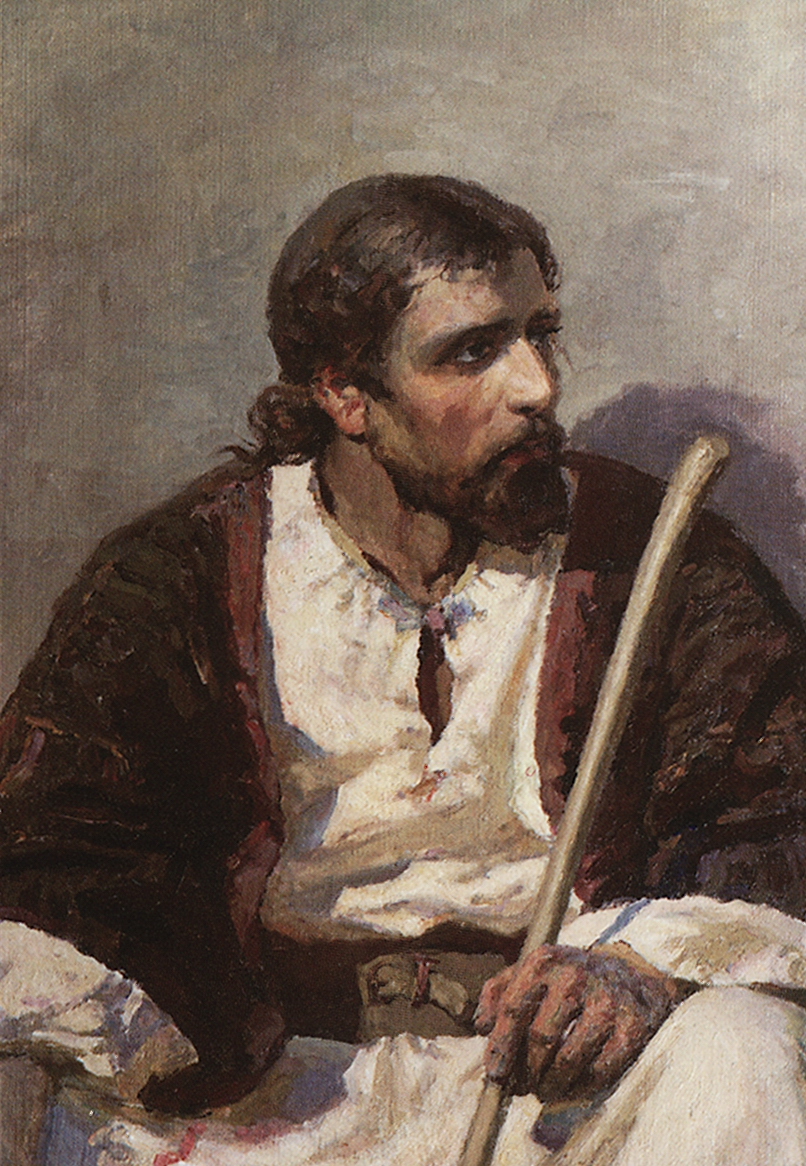
Christ (étude, 1887, Polenov)

Sur la plupart des esquisses et des études réalisées pour le tableau, le Christ est représenté avec un bonnet blanc. Il l'était encore dans les premières versions de la toile, mais quelques jours avant la première exposition, cédant à l'insistance de sa mère Maria Alexeievna, le peintre enleva la bonnet. Plusieurs critiques virent dans l'image du Christ une version non canonique du fait de l'absence de cheveux longs. Ainsi, peu de temps avant l'exposition des Ambulants, Pavel Tretiakov écrit à Polenov : « J'ai remarqué quelque chose et je pourrai encore te le faire remarquer plus tard, mais tu sais parfaitement de ce dont je parle. Je regrette que le Christ de ton tableau ait les cheveux courts, mais je ne crois pas que l'on ait tous deux la même opinion à ce propos ». Selon le témoignage du peintre et critique Mikhaïl Tchekhov, le visage du Christ de Polenov a été peint par le peintre Isaac Levitan,.
Ses disciples sont assis à côté de Jésus, parmi lesquels Pierre, Jean, Jacques de Zébédée, et aussi Judas,. Devant la foule où se trouve la pécheresse, se détachent des figures de pharisiens et de sadducéens. Le plus visible est le pharisien, qui pose une question au Christ. À sa gauche, souriant sournoisement, un sadducéen replet, aux cheveux roux. Bien que leurs mouvements aillent en sens contraire, ils sont unis dans cet épisode d'opposition au Christ.
Avec l'aide de Polenov et de son épouse Nathalia Bassilievna, une description détaillée du tableau a été réalisée par le critique Alexandre Soloviev, qui la publie en 1887 dans Les Nouvelles russes, et dans une brochure séparée. De cette description, il ressort que le garçon assis sur le rebord de l'escalier du temple c'est Marc, un des futurs évangélistes,. À droite du Christ est représenté Jean, et à gauche à l'avant-plan Jacques de Zébédée, tandis que derrière son dos se lève à demi Pierre. Dans la même rangée que Pierre, on trouve à l'avant André, apôtre et Jacques d'Alphée, et au second rang Judas, Cléophas et Matthieu. L'homme au visage à moitié caché, se tenant à côté du cyprès, derrière les disciples du Christ, c'est le pharisien Nicodème, un des disciples secrets du Christ,. Au premier plan, dans les paniers en osier est assise Maria ; la mère de Marc et à côté d'elle, sa servante Roda. Sortant du temple avec un jeune homme, le vieux pharisien Gamaliel l'Ancien, rabbin érudit, qui plus tard, après l'exécution du Christ, intercédera au sanhédrin pour ses disciples et apôtres,. La femme qui se trouve sur les marches du temple, c'est celle de l'offrande de la veuve, à propos de laquelle Jésus a dit que son offrande était plus belle que les carreaux de marbres,. L'homme représenté à droite du tableau montant un âne, c'est Simon de Cyrène, qui portera plus tard la croix du Christ sur le Golgotha,.

## Études, esquisses et copies
Pendant de nombreuses années de travaux sur des thèmes liés à la toile Le Christ et la Pécheresse, Polenov a créé plus de 150 dessins, études, esquisses et variantes. Au Musée-réserve Polenov se trouve l'une des premières esquisses de Le Christ et la Pécheresse réalisée en 1873. C'est là qu'est conservée l'esquisse de 1884 (huile, 23 × 45 cm), qui est rentrée dans la collection du musée, venant de France, dans les années 1980, ainsi que l'esquisse de 1885 réalisée au fusain sur toile (307 × 585 cm),.
Une esquisse du tableau Le Christ et la Pécheresse (1876, bois, huile, 22,2 × 34,7 cm, (inventaire no 10581)), qui a été achetée à Nikolaï Krymov en 1930, est conservée à la Galerie Tretiakov. On y trouve aussi une esquisse plus tardive qui date de 1885 (toile, huile, 26 × 48 cm, (inventaire no 11142)), qui appartenait à Ilya Ostroukhov et a été transmise en 1929, provenant du musée Ostroukhov. Une autre esquisse de 1884 appartient au musée d'art de Kharkov.
Au Musée Russe, se trouvent 27 études pour le tableau Le Christ et la Pécheresse. Quatre autres études appartiennent à la Galerie Tretiakov. Plusieurs études se trouvent aussi au musée Polenovo. Deux études au moins se trouvent dans les collections du musée Roumiantsev. Après la dissolution de celui-ci en 1924, une étude (Le Christ, années 1880, toile, huile, 114 × 75 cm) a été donnée au musée des beaux-arts de Iekaterinbourg, et une autre (tête de vieillard, 1883, toile, huile, 27 × 22 cm) au musée d'art figuratif de l'oblast d'Omsk M. Vroubel. Des études sur le tableau se retrouvent encore dans d'autres musées et dans des collections privées.
Il existe un certain nombre de tableaux d'auteurs de dimensions réduites qui copient la tableau. L'un d'entre eux, non daté, se trouve dans une collection, privée à Moscou. Un autre, daté de 1888, a été réalisé par Sergueï Korovine et se trouve au musée de peinture de l'oblast d'Irkoutsk V. Soukatchiova (toile, huile, 150 × 266 cm),.
Dans le catalogue du Musée Russe est mentionnée une autre copie d'auteur en 1907, qui a été exposée en 1924, lors de l'exposition d'art russe aux États-Unis. C'est probablement la même copie d'auteur qui sous le nom Qui d'entre vous est sans péché a été vendue en novembre 2011 lors d'une vente aux enchères russes chez Bonhams à Londres pour 4 073 250 livres, soit environ 5 381 742 dollars (toile, huile, 118 × 239). Bien que le tableau vendu aux enchères date de 1908, on ajoute dans le catalogue que c'est celui qui a participé à l'exposition de 1924 à New York, où Charles Crane en fit l'acquisition. Avant la vente aux enchères d'octobre 2011, cette copie d'auteur était exposée à la Galerie Tretiakov, en vue de la rendre accessible aux amateurs de la vente aux enchères.

Portraits
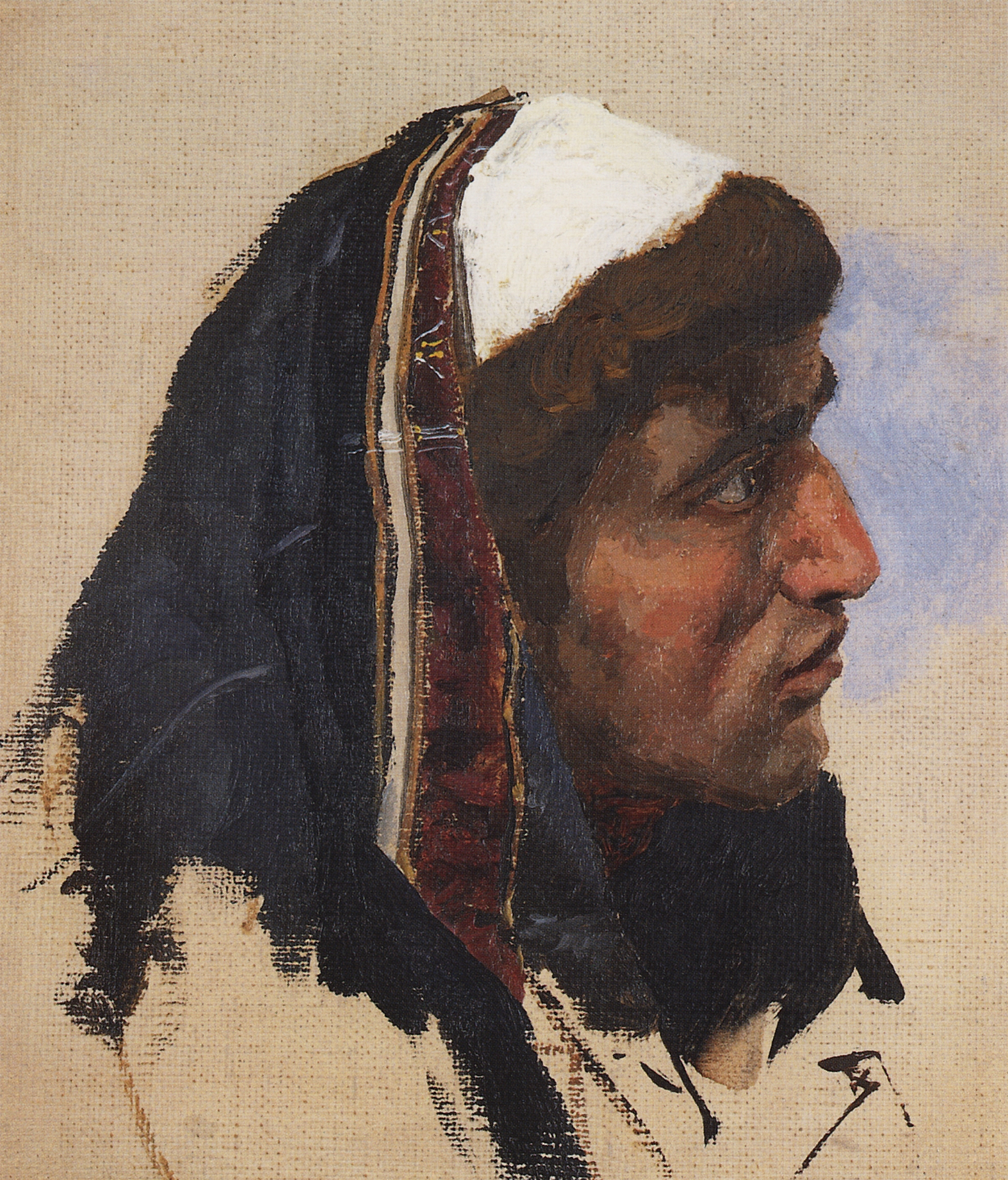
Tête de jeune homme en chiton bleu (étude, années 1880, musée Russe)
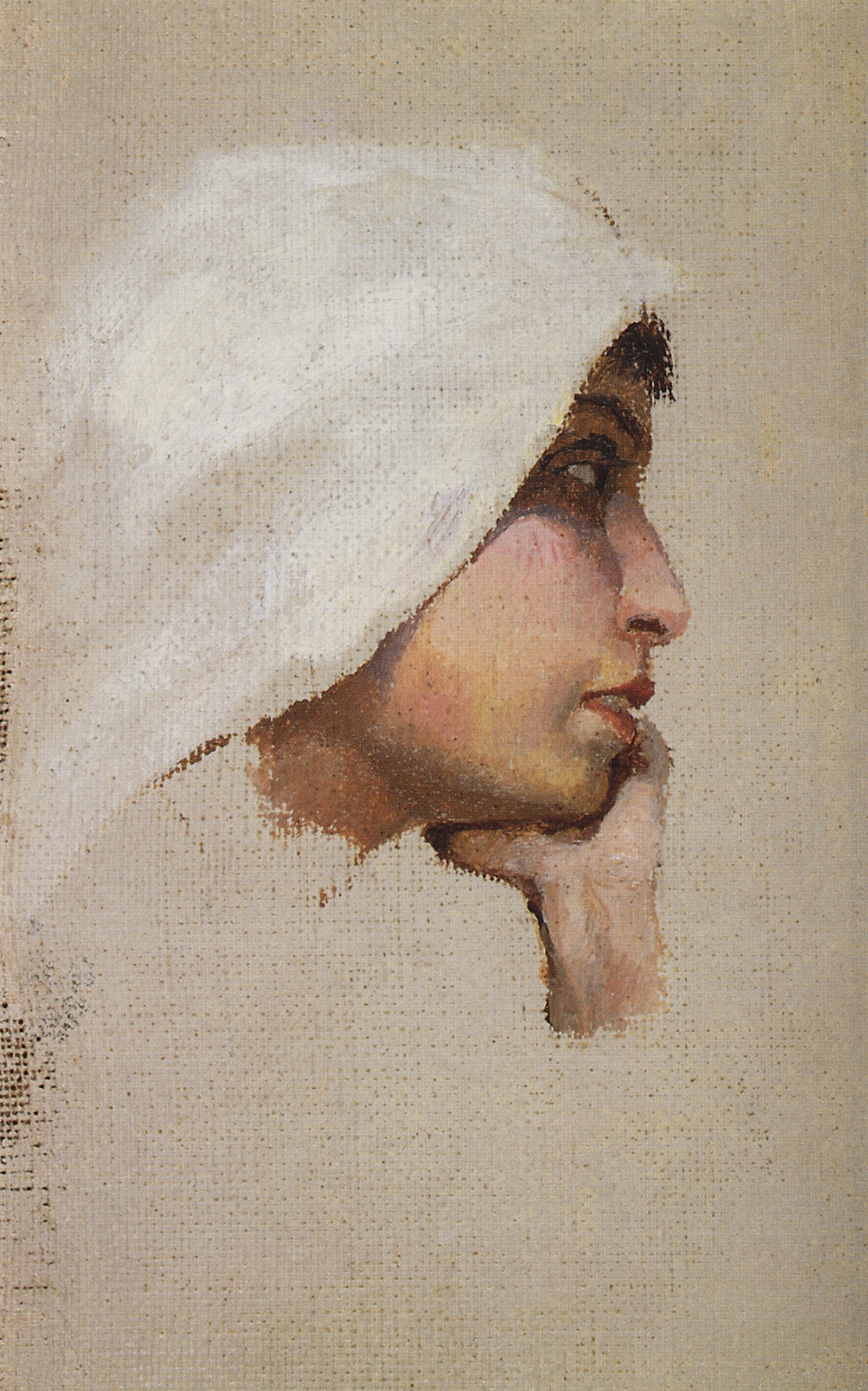
Tête de jeune femme avec un voile blanc (étude, 1880, musée Russe)
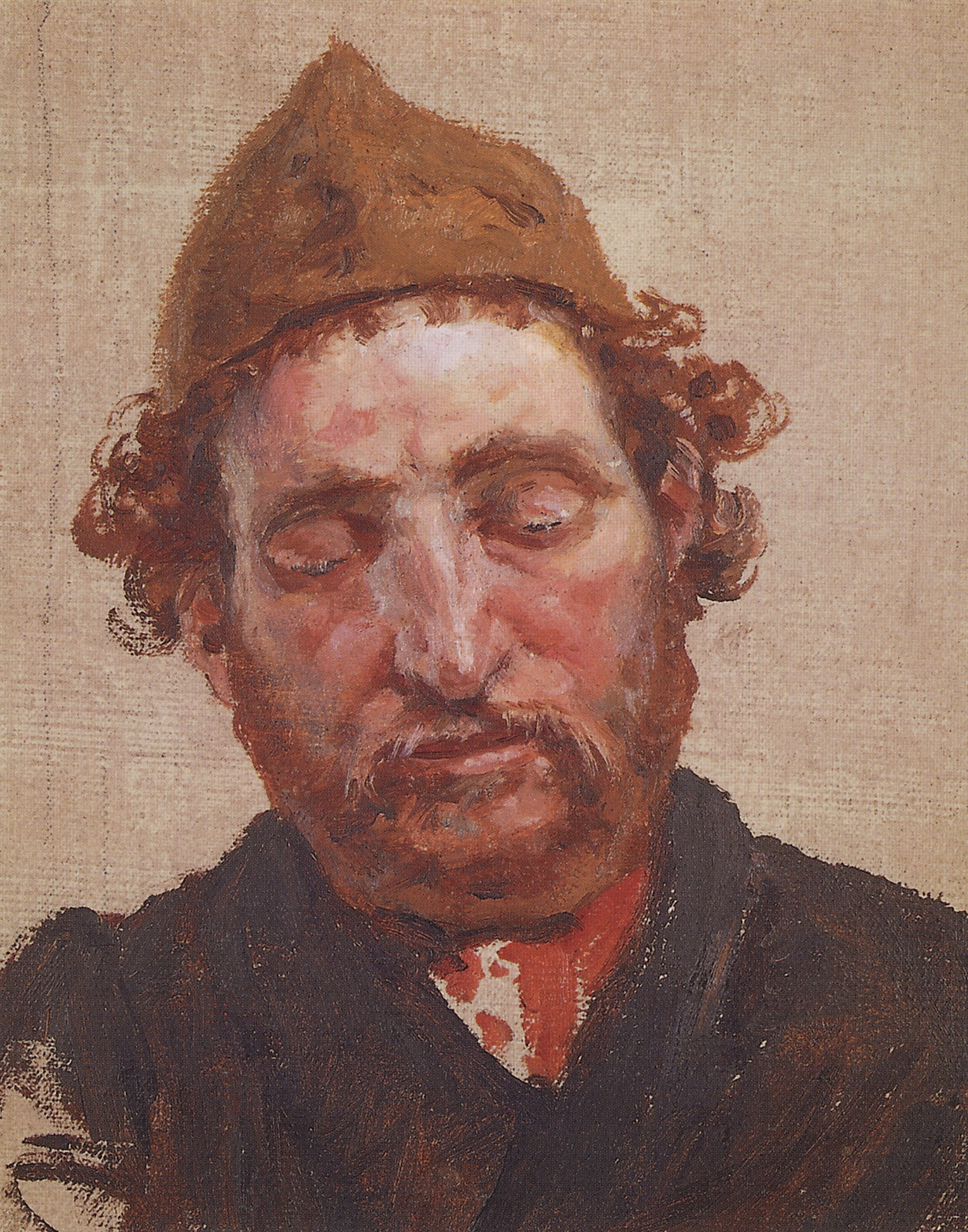
Tête d'homme roux avec un calotte (étude, années 1880, musée Russe)
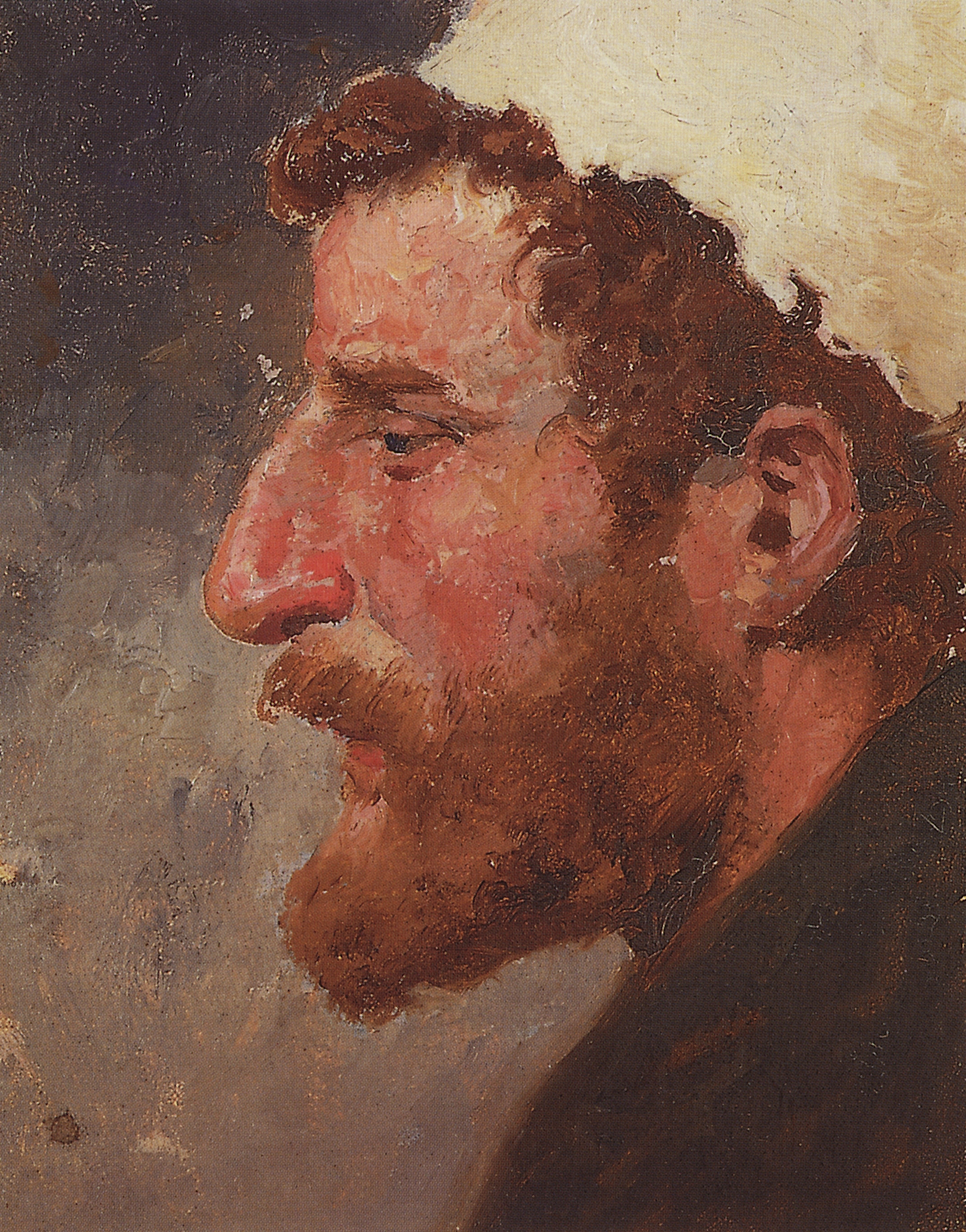
Tête d'homme roux de profil (étude, années 1880, musée Russe)
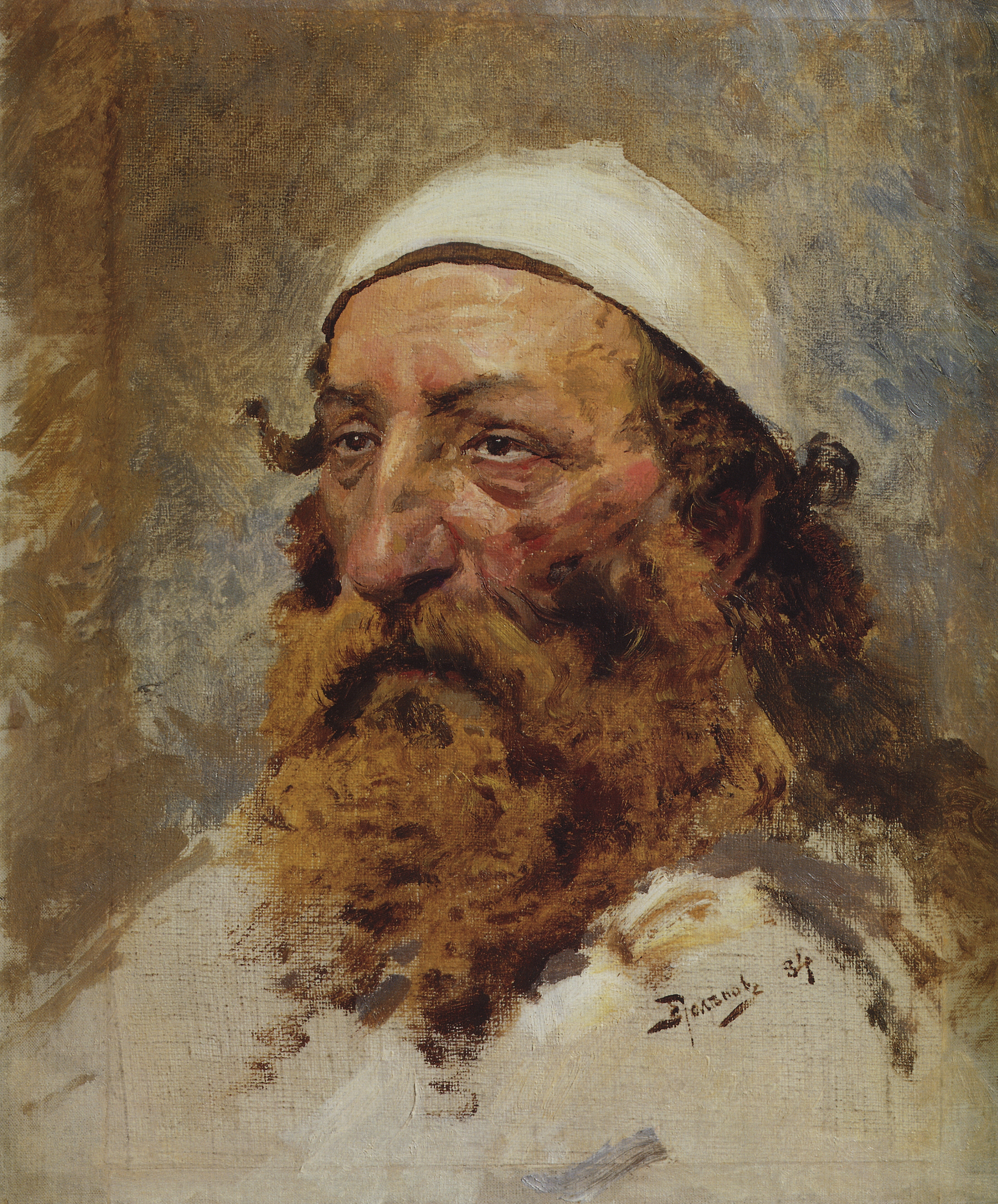
Tête de Juif (étude, 1884, musée Russe)

## Appréciations et critique
Le critique d'art Vladimir Stassov dans son article « Exposition des Ambulants », paru le 1er mars 1887 dans Nouvelles et revue de la bourse, à propos du Christ et la pécheresse, n'écrit que quelques phrases en soulignant qu'une critique détaillée sur cette œuvre exigerait un article séparé, qu'il n'a toutefois jamais écrit. Stassov a remarqué que tout en travaillant à ce tableau le peintre « a pris sa tâche très au sérieux, effectuant un voyage en Palestine, étudiant l'architecture, les types physiques locaux et les particularités de la nature, la lumière particulière » ; tout cela a donné « des résultats très intéressants et du poids à l'œuvre »,. Plus tard, Stassov écrit encore :
« Je dirai encore en passant, qu'une partie du temple d'Hérode, toujours debout aujourd'hui, avec ses élégantes colonnes décorées de chapiteaux dans les coins, avec ses marches descendant du temple où se joue la scène de l'évangile est brillemment rendue sous la lumière claire du soleil palestinien. De manière générale, Polenov est resté un peintre élégant, tel que nous le connaissons depuis le début de sa carrière en 1871. Mais il faut ajouter qu'il a ajouté à cela beaucoup de talents en matière de paysage. »
L'écrivain et critique Vsevolod Garchine, dans ses Notes sur les expositions de peintures publiées en mars 1877 à Saint-Pétersbourg dans la revue Le Messager du Nord, apprécie le tableau de Polenov, qui selon lui « ne représente pas des simples drapés, mais de véritables vêtements actuels ; et le peintre, qui connaît bien l'Orient, réussit à habiller ses personnages avec des vêtements qu'ils portent tous les jours, à les faire vivre comme ils vivent chez eux, plutôt que de les faire monter sur une estrade et de leur faire prendre la pose devant lui pour son tableau ».

L'écrivain et publiciste Vladimir Korolenko dans son article deux tableaux, publié en 1887 dans Les Nouvelles russes, décrit de manière très précise l'image du Christ du tableau de Polenov. Il écrit ceci : 

« Au premier regard posé sur le tableau vous ne remarquez pas son visage, mais c'est seulement dû au sentiment d'incohérence provenant du fait que ce visage ne correspond pas à l'idée habituelle que l'on s'en fait. Au plus vous examinez cette figure remarquable, avec sa force en même temps que l'ascétisme qui en émane, avec sa main négligemment posée sur son genou, et surtout avec son merveilleux visage, au plus votre première impression se transforme en étonnement , en admiration, en amour. »

 Selon Korolenko, on peut voir dans cette figure du Christ une réussite remarquable de réalisme en peinture.

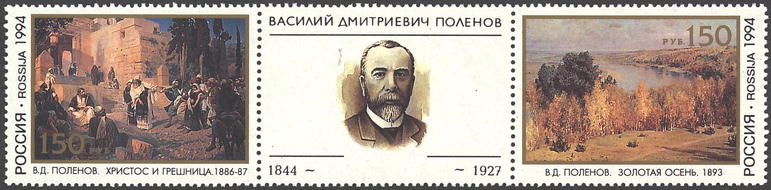
Le tableau Le Christ et la Pécheresse dans un bloc de timbres des postes russes en 1994

Le peintre Yeghishe Tadevosyan (en) observe que le tableau Le Christ et la Pécheresse est une œuvre « lumineuse, réjouissante, ensoleillée », mais elle est aussi un « défi provoquant pour les faux dévots ».